# Бантеймеантьей
Бантеймеантье́й — (кхмер. ខេត្តបន្ទាយមានជ័យ, kʰɐet bɑntiəj miəncej) — провинция (кхет) в северо-западной части Камбоджи. Площадь составляет 6679 км²; население по данным на 2008 год — 678 033 человека. Административный центр — город Сисопхон. Название провинции в переводе с кхмерского означает «крепость победы».

## География
Провинция расположена в северо-западной части Камбоджи и граничит с Таиландом. Соседние провинции — Оддармеантьей, Сиемреап и Баттамбанг располагаются соответственно к северо-востоку, востоку и югу от Бантеймеантьей. К западу и северу расположены, соответственно, две провинции Таиланда: Сакэу и Бурирам.
Город Паойпэт, находящийся на границе Камбоджи и Таиланда, является ключевым перевалочным пунктом между двумя странами. Кроме этого, Паойпэт — излюбленное место любителей азартных игр, так как азартные игры популярны, но запрещены в Таиланде. В зоне паспортного контроля расположено множество казино и отелей, что позволяет тайцам играть в азартные игры на территории Камбоджи без необходимости въезда в страну. Паойпэт располагается по соседству с тайским городом Аранъяпратхет.
Территория провинции в основном занята равнинами; небольшие возвышенности имеются на севере и востоке. Основные реки — Монгкольборей и Сисопхон.

## История
Территория провинции была частью Кхмерской империи. На севере провинции находятся развалины храма Бантеайчма (букв. «кошачья крепость»), построенного в XII—XIII вв. В XVII в., после войн с Сиамом, территория провинции отошла под контроль Сиама и была сделана частью провинции Сисопхон. В 1907 году Сиам был вынужден передать контроль над провинцией французам, после чего её территория была включена в состав провинции Баттамбанг.
В 1988 году Провинция Бантеймеантьей вновь была выделена в самостоятельную административную единицу и изначально включала 5 округов: Монгкольборей, Тмапоук, Серейсопхон, Прэахнетпрэах и Пномсрок.

## Население
По данным на 2013 год численность населения составляет 719 337 человек. По данным переписи 2008 года население насчитывало 677 872 человека.
Динамика численности населения провинции по годам:
| 1998    | 2005    | 2008    | 2013    |
| ------- | ------- | ------- | ------- |
| 577 772 | 773 092 | 677 872 | 719 337 |

## Административное деление
Территория провинции делится на 8 округов (срок), которые, в свою очередь, делятся на 64 коммуны (кхум) и 634 деревни (пхум).
Округа провинции:
- 0102 Монгкольборей
- 0103 Пномсрок
- 0104 Прэахнетпрэах
- 0105 Оутьрыу
- 0106 Сисопхон (Серейсаопхоан)
- 0107 Тмапуок
- 0108 Свайтьэк
- 0109 Малай

В 1970—1979 годах Бантеймеантьей входила в Северо-Западную зону.